# Trude von Molo
Trude von Molo (Vienna, 22 dicembre 1906 – Parigi, 27 novembre 1989) è stata un'attrice austriaca.

## Biografia
Sorella gemella del cineasta Conrad von Molo, nacque a Vienna nel 1906, all'epoca dell'impero austro-ungarico. Era figlia dello scrittore Walter von Molo. Cresciuta a Berlino, studiò recitazione ed ebbe come maestra, tra altri, la coreografa Mary Wigman. Recitò in svariati teatri di Berlino e fu anche attrice cinematografica. Sullo schermo, impersonò l'imperatrice Elisabetta, la popolare Sissi, in Ludwig der Zweite, König von Bayern che fu il suo film d'esordio. Viene ricordata anche come protagonista femminile del film Der Raub der Mona Lisa, che racconta il furto del celebre quadro di Leonardo.
Per un breve periodo, fu sposata con il regista Kurt Bernhardt, che la diresse nel 1931 in Notti sul Bosforo. Trude von Molo chiuse con la sua carriera nel 1934. Lasciò la Germania nazista ed emigrò in America Latina, come il padre e il fratello, andando in seguito a stabilirsi negli Stati Uniti.

## Filmografia

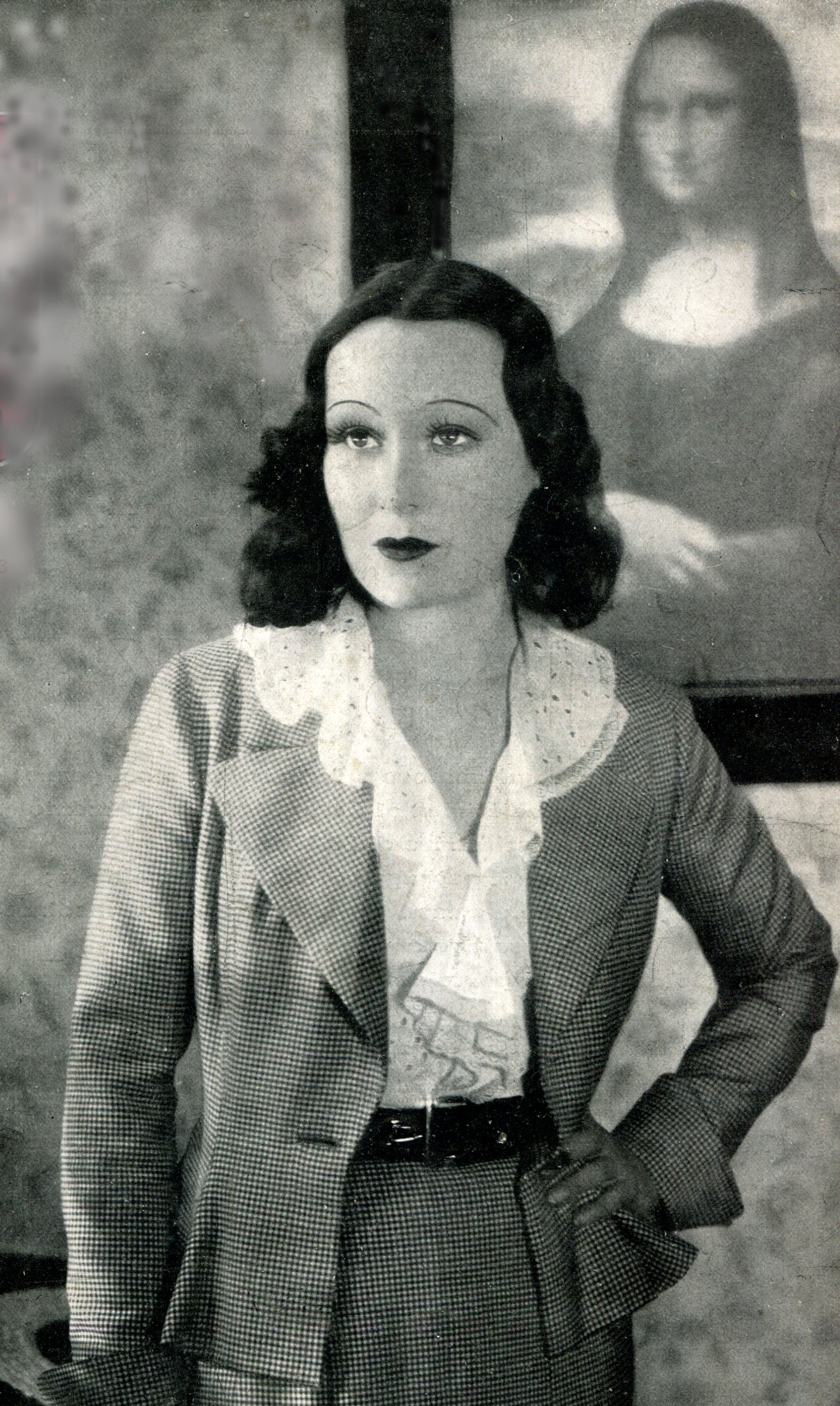
In Il ratto di Monna Lisa

- Ludwig der Zweite, König von Bayern, regia di Wilhelm Dieterle (1930)
- Notti sul Bosforo (Der Mann, der den Mord beging), regia di Kurt Bernhardt (Curtis Bernhardt) (1931)
- Il ratto di Monna Lisa (Der Raub der Mona Lisa), regia di Géza von Bolváry (1931)
- I cadetti di Smolenko (Kadetten), regia di George Jacoby (1931)
- Sergeant X, regia di Vladimir Striževskij (1931)
- Der weiße Dämon, regia di Kurt Gerron (1932)
- Die unsichtbare Front, regia di Richard Eichberg (1933)
- Il corridore di maratona (Der Läufer von Marathon), regia di Ewald André Dupont (1933)
- Alle machen mit, regia di Franz Wenzler (1933)